# O aventură pe coasta Atlanticului
O aventură pe coasta Atlanticului (în poloneză Opowieść atlantycka, în traducere „Povestea Atlanticului”) este un film politic polonez din 1955, regizat de Wanda Jakubowska. Scenariul filmului a fost inspirat din nuvela Wał atlantycki („Zidul Atlanticului”, 1954) a lui Mirosław Żuławski⁠(d) și prezintă relatarea unui soldat german, ce a dezertat din Legiunea Străină și a fost găsit de niște țărani francezi, despre acțiunile militare ale Armatei Franceze în Primul Război din Indochina.

## Rezumat
Un băiat francez de treisprezece ani pe nume Bernard Olivier, aflat împreună cu părinții în vacanță pe țărmul Oceanului Atlantic, se împrietenește cu Gaston Blachier, un elev crescut de un tăietor de lemne local. Cei doi băieți încep să-și petreacă timpul împreună, iar Bernard îl ajută pe Gaston, care locuiește în satul pescăresc, să culeagă cefalopodele pe care le prinde.
Într-una din zile ei descoperă într-un buncăr german distrus un soldat dezertor din Legiunea Străină și încep pe ascuns să aibă grijă de el. Soldatul german Gerhard Schmidt, care fusese recrutat dintr-un lagăr american de prizonieri de război, a luptat în Indochina, a luat parte la pacificarea unui sat vietnamez, dar a dezertat pentru că nu mai voia să lupte și să ucidă în acest „război murdar”. Aflând toate aceste orori, micul Bernard înțelege ceea ce fac militarii francezi, inclusiv unchiul său, în Primul Război din Indochina. Pescarii, care s-au săturat de război, decid să-l ascundă pe Gerhard. Vacanța se încheie, iar Bernard se întoarce împreună cu părinții săi la Paris. Orașul este străbătut de coloane de tancuri americane și de muncitori francezi în grevă.

## Distribuție
- Damian Damięcki⁠(d) — Bernard Olivier, un băiat francez în vârstă de 13 ani
- Michał Bustamante — Gaston Blachier, un elev crescut de un tăietor de lemne local, prietenul lui Bernard
- Mieczysław Stoor⁠(d) — Gerhard Schmidt, un soldat german care a dezertat din Legiunea Străină
- Henryk Szletyński⁠(d) — tatăl lui Bernard
- Renata Kossobudzka⁠(d) — mama lui Bernard
- Stanisław Kwaskowski⁠(d) — unchiul lui Gaston Blachier, tăietor de lemne local
- Irena Netto⁠(d) — mătușa lui Gaston Blachier
- Helena Chaniecka⁠(d)
- Edward Dziewoński⁠(d) — sergentul din Wehrmacht care îl recrutează pe Schmidt în Legiunea Străină
- Kazimierz Talarczyk⁠(d) — soldat în Legiunea Străină
- Artur Młodnicki⁠(d) — ofițer în Legiunea Străină
- Katarzyna Kemp-Maszewska — vietnameza
- Fancong Minh — vietnamez
- Troung Cao Than — vietnamez
- Do Dai Loo — vietnamez
- Diep Minh Chau — vietnamez
- Jurek Wang
- Barbara Połomska⁠(d) — logodnica lui Schmidt
- Jan Ciecierski⁠(d) — muncitorul din fabrică (nemenționat)
- Kazimierz Wichniarz — sergent în Legiunea Străină (nemenționat)

## Producție
O aventură pe coasta Atlanticului a fost realizat de compania Wytwórnia Filmów Fabularnych⁠(d) din Łódź. Filmările au avut loc în anul 1954 și s-au desfășurat în jurul orașului Łeba, pe țărmul Mării Baltice, pe dunele din Parcul Național Słowiński și în orașele Łódź (gara Łódź Kaliska⁠(d) – scenele de la metroul din Berlin) și Berlin (scenele din metrou).